# Варіант (шахи)
Варіа́нт — [від лат. - varians, (variantis) - змішаний] У шахах і шашках - одна з можливих за даних обставин комбінацій.
Це серія ходів у шаховій партії, що логічно пов'язані між собою.
Варіант  у шаховій партії  це серія логічно пов'язаних між собою ходів.
Варіант у шахах може набувати розгалужень. 
Про те,  як збільшується число варіантів гри з кожним ходом, починаючи від першого (початок партії) можна судити з наступного міркування: 
Білі мають у свому розпорядженні 20 варіантів першого ходу (16 ходів пішаками і 4 ходи конем). Чорні можуть відповісти такою ж кількістю ходів.
Другий хід білих складається із 28 варіантів. Таким чином, після першого ходу існує 400 (20Х20) варіантів продовження гри.
У композиції розрізняють варіанти:
- основний;
- ідейний:
- побічний.
Швидкий розрахунок варіантів тобто здатність передбачати всі можливі розгалуження - важливі якості гравця.
Шахові варіанти бувають з різною метою: захисту (на початку партії, або при матовій загрозі), нападу, виводу фігур (на початку партії).